# Orcival
Orcival je obec ve francouzském departementu Puy-de-Dôme, ležící v údolí Sioulot.
Hlavní obecní pamětihodností je románská bazilika Panny Marie postavená ve 12. století. Místní soška Madony s dítětem je předmětem náboženské úcty a každoročně se k ní v den Nanebevzetí Panny Marie pořádá podvečerní pouť s pochodněmi.